# Кулічков Олексій Миколайович
Олексій Миколайович Кулічков (нар.. 19 квітня 1976, Пенза, Російська РФСР, СРСР) — російський шоумен, телеведучий, актор, режисер; найбільш відомий за програмою «Таксі», що виходила на ТНТ (2005—2009).

## Біографія
У дитинстві захоплювався футболом, тренувався в Пензенському «Локомотиві». З 8 років займався в театральній студії, де опинився на перших ролях.
У 1993 році закінчив середню школу № 70 міста Пензи, після чого відправився до Москви, де йому не вдалося вступити до жодного акторського ЗВО, в результаті вступив до Пензенського училища культури і мистецтв на спеціальність «організація масових заходів та режисер аматорського театру».
Під час навчання працював педагогом-організатором у Палаці дитячої та юнацької творчості, отримав гран-прі на російському фестивалі театральних колективів з молодіжної трупою «Бригада-А», де виступив режисером. Був організатором різних концертів в області і на виїзді.
У 1997 році вступив на театральний факультет Саратовської консерваторії (курс Олександра Галка).
У 2001—2002 роках, після закінчення ЗВО, грав у Російському драматичному театрі Башкирії в Уфі, де зіграв за один сезон три великі ролі, організовував і ставив капусники і творчі зустрічі.
З 2002 року — в Москві на телеканалі ТНТ, з вересня 2002 по липень 2003 року — редактор ток-шоу «Вікна», в тому ж році вів реаліті-шоу «Дом» разом з Миколою Басковим і Світланою Хоркіною в ролі виконроба.
У 2002—2007 роках брав участь в декількох постановках Театр.doc. У 2004 році очолював колектив Надії Бабкіної «Російська пісня».
З 20 серпня по 24 грудня 2010 року вів програму «Лабораторія почуттів» на каналі Муз-ТВ з Марією Кожевніковою. У 2011 році був одним з ведучих програми «Угон» на ДТВ. З березня 2012 року по серпень 2013 року вів на телеканалі «Перець» шоу «Обмін побутової техніки». У 2012—2014 роках був ведучим пізнавальної програми «Їдемо, плаваємо, летимо» на сімейному освітньому телеканалі «Радість моя».
У середині 2010-х років працював режисером театральних вистав і телесеріалів. З 26 серпня 2018 року — автор і ведучий програми «Перша передача» на телеканалі НТВ.

### Родина
Батько — Микола Гнатович Кулічков, знаходиться в Пензі без певного місця проживання.
Дружина (2005—2017) — Лацина Кулічкова. Сини — Яромир (нар.. 2005) та Гордей (нар.. 25 серпня 2009 року).

## Творчість

### Ролі в Російському драматичному театрі Башкирії (2001—2002)
- «Ті, що біжать мандрівники» Микола Казанцев — Діма
- «Без вини винуваті» Олександр Островський — Незнамов
- «Роки мандрів» Олексій Арбузов — А. Ведерников

### Фільмографія
- 2005 — Адвокат 2 — Сергій Коршунов (фільм № 11 «Месник»)
- 2005 — Моя прекрасна няня — охоронець (49-я серія «Фальшивий діамант»)
- 2007 — Детективи — епізод (серія «Звичайна історія»)
- 2007 — Кривава Мері — таксист в аеропорту
- 2007 — Нас не наздоженеш — Андрій
- 2007 — Слід — співробітник ФЕС Олексій Виноградов (23-тя, 24-та і 26-та серії)
- 2009 — Десантура. Ніхто, крім нас — співробітник ізолятора (7-ма серія)
- 2009 — Найкращий фільм 2 — водій таксі
- 2010 — Щасливі разом — водій таксі (серія «Врятуйте нашу Дашу»)
- 2015 — Останній мент — Акулов, начальник служби безпеки

### Режисер
- 2016—2017 — Слід (серії «Дефект», «Відьма з …», «Як сніжний ком», «Фатальна полювання», «Рокамболь», «Соціальний експеримент»)
- 2017 — Свідки (серії «Перше кохання», «Туфлі для Попелюшки», «Мажори»)